# Fil·loquinona
La fil·loquinona, en anglès:Phylloquinone, és una quetona aromàtica policíclica, basada en la 2-metil-1,4-naftoquinona, amb un substituent 3-fitil.
És una vitamina liposoluble estable a l'aire i la humitat però que es descompon amb la llum solar. Es troba de manera natural en moltes plantes que fan la fotosíntesi.

## Terminologia
Sovint s'anomena vitamina K1 o fitonadiona. De vegades la distinció es fa considerant la fil·loquinona com natural i la fitonadiona com sintètica.
Un estereoisòmer de la fil·loquinona s'anomena vitamina k1